# Aphanogmus vitripennis
Aphanogmus vitripennis är en stekelart som först beskrevs av Julius Theodor Christian Ratzeburg 1852.  Aphanogmus vitripennis ingår i släktet Aphanogmus och familjen pysslingsteklar. Inga underarter finns listade i Catalogue of Life.